# Antonio Scamoni
Antonio Scamoni (1886-1977) est un arbitre italien de football des années 1920.

## Biographie
Antonio Scamoni fut secrétaire général de la Fédération d'Italie de football de 1912 à 1913,.

## Carrière
Antonio Scamoni a officié dans une compétition majeure : 
- Jeux olympiques 1924 (1 match)